# Розділяй та володарюй (інформатика)
«Розділя́й та володарю́й» (англ. divide and conquer) в інформатиці — важлива парадигма розробки алгоритмів, що полягає в рекурсивному розбитті розв'язуваної задачі на дві або більше підзадачі того ж типу, але меншого розміру, і комбінуванні їх розв'язків для отримання відповіді до вихідного завдання. Розбиття виконуються доти, поки всі підзавдання не стануть елементарними.

## Приклади

Розділяй і володарюй підхід для сортування списку (38, 27, 43, 3, 9, 82, 10) у порядку зростання. Верхня половина: поділ на підсписки; середина: одноелементний список тривіально сортується; нижня половина: створення відсортованих підсписків.

Типовий приклад — алгоритм сортування злиттям. Щоб відсортувати масив чисел за зростанням, його розбивають на дві рівні частини; кожну сортують, потім відсортовані частини зливають в одну. Ця процедура застосовується до кожної з частин доти, поки сортовані частини масиву містять хоча б два елементи (щоб можна було її розбити на дві частини).
Час роботи цього алгоритму складає {\displaystyle \Theta (n\log n)} операцій, тоді як простіші алгоритми вимагають {\displaystyle \Theta (n^{2})} часу, де {\displaystyle n} — розмір вихідного масиву.
Інші приклади важливих алгоритмів, в яких застосовується парадигма «розділяй та володарюй»:
- Двійковий пошук
- Метод бісекції
- Швидке сортування
- Швидке перетворення Фур'є
- Множення Карацуби та інші ефективні алгоритми для множення великих чисел.